# Футбол 7×7 на Паралимпийских играх
Футбол (по 7 человек) на летних Паралимпийских играх впервые присутствовал в программе Летних Паралимпийских игр в 1984 году. На летней Паралимпиаде 1984 года одновременно проводилось два соревнования: футбол по 7 человек в команде для колясочников и для стоящих спортсменов. Однако, соревнования с участием спортсменов-колясочников с тех пор не проводились. Женские команды ни разу не принимали участие в соревнованиях.

## Медалисты в соревнованиях колясочников
| Год  | Золото | Серебро | Бронза         |
| ---- | ------ | ------- | -------------- |
| 1984 | США    | Канада  | Великобритания |

## Медалисты в соревнованиях стоячих
| Год  | Золото | Серебро | Бронза |
| ---- | --- | --- | --- |
| 1984 | Бельгия | Ирландия | Великобритания |
| 1988 | Нидерланды Петер Гюнтлисберген Яап де Врис Арно де Йонг Рюди Дейкстра Карло Денгеринк Хенк Донкерс Ханс Кармиггелт Крис Рейндс Вилфред Хеннинк Пол Херсинк                                            | Бельгия Марсел ван Мейр Джон Вейнс Марио де Бане Франк Кетелер Марк Лорент Дирк Мюссот Герт Прот Ник Ронделез Герард Химпе                                                                                | Ирландия Питер Александер Алан Болл Патрик Келли Пол Кэссин Джеймс Лейск Джон Макгиннесс Дэнни Маккарти Дэвид Макнелли Энтони Нолан Шон Пламмер                                                                  |
| 1992 | Нидерланды Баренд Вербек Петер Гюнтлисберген Яап де Врис Арно де Йонг Карло Денгеринк Олаф Доннерс Дирк Хеннинк Пол Херсинк Перси Энсер                                                               | Португалия Фернанду Бенту Жозе Диаш Жуан Кардозу Руй Коррея Жозе Коуту Кандиду Машаду Джеронимо Перейра Мариу Сантуш Арлинду Силва Элдер Тейшейра Карлуш Амарал Феррейра                                  | Ирландия Питер Александер Алан Болл Энтони Грин Карлос Китинг Стивен Кэри Пол Кэссин Пол Лейск Джозеф Макгрэн Дэнни Маккарти Энтони Нолан                                                                        |
| 1996 | Нидерланды Рюди ван Бремен Рене Глиммервен Петер Гюнтлисберген Яап де Врис Арно де Йонг Карло Денгеринк Олаф Доннерс Олаф Карссен Дирк Хеннинк Пол Херсинк Перси Энсер                                | Россия Геннадий Герасимов Николай Коренков Андрей Ложечников Виктор Морозов Сергей Никачин Павел Сизов Алексей Силачев Марат Фатяхдинов Сергей Хрящев Алексей Чеманин                                     | Испания Айцоль Арсаллус Хуан Васкес Хесус Мария Виситасьон Хулиан Галилеа Сантьяго Лопес Борха Пардо Хорхе Пелетейро Мануэль Руфо Хуан Тайбо Хосе Уртадо Давид Хименес                                           |
| 2000 | Россия Михаил Бреднев Мамука Дзимистаришвили Николай Коренков Андрей Ложечников Виктор Морозов Павел Сизов Алексей Силачев Алексей Тумаков Марат Фатяхдинов Сергей Хрящев Алексей Чеманин             | Украина Сергей Бабий Сергей Вакуленко Тарас Дутко Евгений Жучинин Владимир Кабанов Николай Ковальский Сергей Крот Игорь Литвиненко Валерий Новополтавцев Андрей Ростока Андрей Цуканов                    | Бразилия Жоао Айрис Дуглас Амадор Маркос дос Сантос Ромилдо Киавели Адриано Коста Марсио Лопес Жеан Родригес Лусиано Роша Маркос Силва Мойзес Тамиоццо Фабио Феррейра                                            |
| 2004 | Украина Владимир Антонюк Сергей Бабий Сергей Вакуленко Тарас Дутко Евгений Жучинин Владимир Кабанов Игорь Косенко Денис Пономарёв Андрей Ростока Виталий Трушев Андрей Цуканов Анатолий Шевчик        | Бразилия Фабиано Бруцци Жозеф Гимараэс Адриано Коста Ренато Лима Леандро Мариньо Флавио Перейра Жеан Родригес Питерсон Роза Лусиано Роша Маркос Силва Мойзес Силва Маркос Феррейра                        | Россия Павел Борисов Александр Глушонок Антон Калачёв Андрей Куваев Андрей Ложечников Лаша Мурванадзе Иван Потехин Олег Смирнов Марат Фатяхдинов Александр Фролов Алексей Чесмин Евгений Чубко                   |
| 2008 | Украина Владимир Антонюк Сергей Вакуленко Александр Девлиш Тарас Дутко Игорь Косенко Николай Михович Денис Пономарёв Константин Симашко Виталий Трушев Андрей Цуканов Анатолий Шевчик Иван Шкварло    | Россия Павел Борисов Мамука Дзимистаришвили Станислав Колыхалов Андрей Куваев Александр Леков Андрей Ложечников Лаша Мурванадзе Георгий Надзарян Иван Потехин Олег Смирнов Алексей Тумаков Алексей Чесмин | Иран Мослем Акбари Бахман Ансари Расул Аташафруз Эхсан Голам-Хуссейнпур Абдолреза Каримизаде Исмаил Малекзаде Ардешир Махини Голамреза Наджафи Хади Сафари Мортеза Хейдари Хабиболла Хейдаримехр                 |
| 2012 | Россия Андрей Куваев Александр Кулигин Вячеслав Ларионов Александр Леков Лаша Мурванадзе Заурбек Пагаев Иван Потехин Эдуард Рамонов Владислав Рарецкий Асланбек Сапиев Алексей Тумаков Алексей Чесмин | Украина Владимир Антонюк Алексей Гетун Александр Девлиш Тарас Дутко Игорь Косенко Дмитрий Молодцов Денис Пономарёв Константин Симашко Виталий Трушев Андрей Цуканов Анатолий Шевчик Иван Шкварло          | Иран Мослем Акбари Бахман Ансари Расул Аташафруз Джасем Бахши Эхсан Голам-Хуссейнпур Абдолреза Каримизаде Фарзад Мехри Хашем Растегаримобин Хади Сафари Мослем Хазаэйпирсараби Садег Хассанибаги Мортеза Хейдари |

## Медальный зачёт команд
| Общее количество медалей | Общее количество медалей | Общее количество медалей | Общее количество медалей | Общее количество медалей | Общее количество медалей |
| Место                    | Страна                   | Золото                   | Серебро                  | Бронза                   | Всего                    |
| ------------------------ | ------------------------ | ------------------------ | ------------------------ | ------------------------ | ------------------------ |
| 1                        | Украина                  | 3                        | 2                        | 0                        | 5                        |
| 2                        | Нидерланды               | 3                        | 0                        | 0                        | 3                        |
| 3                        | Россия                   | 2                        | 2                        | 1                        | 5                        |
| 4                        | Бельгия                  | 1                        | 1                        | 0                        | 2                        |
| 5                        | США                      | 1                        | 0                        | 0                        | 1                        |
| 6                        | Ирландия                 | 0                        | 1                        | 2                        | 3                        |
| 7-8                      | Бразилия                 | 0                        | 1                        | 2                        | 3                        |
| 7-8                      | Иран                     | 0                        | 1                        | 2                        | 3                        |
| 9-10                     | Канада                   | 0                        | 1                        | 0                        | 1                        |
| 9-10                     | Португалия               | 0                        | 1                        | 0                        | 1                        |
| 11                       | Великобритания           | 0                        | 0                        | 2                        | 2                        |
| 12                       | Испания                  | 0                        | 0                        | 1                        | 1                        |